# Troup
Troup é uma cidade localizada no estado norte-americano do Texas, no Condado de Cherokee e Condado de Smith.

## Demografia
Segundo o censo norte-americano de 2000, a sua população era de 1949 habitantes.
Em 2006, foi estimada uma população de 2082, um aumento de 133 (6.8%).

## Geografia
De acordo com o United States Census Bureau tem uma área de
6,1 km², dos quais 6,1 km² cobertos por terra e 0,0 km² cobertos por água.

## Localidades na vizinhança
O diagrama seguinte representa as localidades num raio de 20 km ao redor de Troup.